# رشید نورغالییف
رشید نورغالییف (روسی: Рашид Гумарович Нургалиев؛ زاده ۱۰ اوت ۱۹۵۶) یک سیاست‌مدار اهل روسیه است.